# Cavriglia
Cavriglia ist eine italienische Gemeinde mit 9492 Einwohnern (Stand 31. Dezember 2023) in der Provinz Arezzo in der Region Toskana.

## Geografie

Lage von Cavriglia in der Provinz Arezzo

Cavriglia liegt etwa 35 km westlich der Provinzhauptstadt Arezzo und 35 km südöstlich der Regionalhauptstadt Florenz. Sie ist die westlichste Gemeinde der Provinz Arezzo und liegt im oberen Arnotal (Valdarno Superiore) wenige Kilometer nordöstlich des Chianti in der klimatischen Einordnung italienischer Gemeinden in der Zone E, 2 106 GG. Die Kirchen der Gemeinde liegen im Bistum Fiesole.
Zu den Ortsteilen zählen Castelnuovo dei Sabbioni (280 m, ca. 1000 Einwohner), Massa dei Sabbioni (351 m, ca. 150 Einwohner), Meleto Valdarno (240 m, ca. 450 Einwohner), Montegonzi (439 m, ca. 140 Einwohner), Neri (294 m, ca. 520 Einwohner), San Cipriano Valdarno-Santa Barbara (143 m, ca. 1800 Einwohner) und Vacchereccia (150 m, ca. 730 Einwohner).
Die Nachbargemeinden sind Figline e Incisa Valdarno (FI), Gaiole in Chianti (SI), Greve in Chianti (FI), Montevarchi, Radda in Chianti (SI) und San Giovanni Valdarno.

## Geschichte
Die Gemeinde entstand am 17. März 1809 unter Napoleonischer Herrschaft. Vorher waren die meisten Ortsteile eigenständig und meist mit etruskischer Herkunft. Aus der Zeit der Etrusker und der Römer leiten sich auch die meisten Ortsnamen ab: Caprilius für Cavriglia oder auch Avane für die gesamte Region des oberen Arnotals, wie z. B. Castelnuovo d’Avane (heute Castelnuovo dei Sabbioni) und San Cipriano in Avane (heute San Cipriano Valdarno). Im Mittelalter (12. und 13. Jahrhundert) wurde die Gegend durch die Grafenfamiglien Conti und Ricasoli beherrscht, später von den Ubertini und den Pazzi (14. Jahrhundert). Nach Einführung der sogenannten Ligen (italienisch Leghe) durch die Republik Florenz schlossen sich die meisten der Orte der Lega d’Avane an, zu deren Hauptstadt der heutige Ortsteil Montegonzi erkoren wurde. Mit den Reformen von Großherzog Leopold I. wurden die Lega d’Avane 1773 der Nachbargemeinde San Giovanni Valdarno angegliedert, wo sie bis zur Gemeindegründung von Cavriglia 1809 verblieben.
Am 4. Juli 1944 (und zum Teil an den darauffolgenden Tagen) fand eine Vergeltungsaktion der Fallschirm-Panzer-Division 1 Hermann Göring der Wehrmacht statt, bei der 173 männliche Einwohner ihr Leben verloren. Das Massaker von Cavriglia fand hauptsächlich in den Ortsteilen Castelnuovo dei Sabbioni und Meleto statt.

## Sehenswürdigkeiten

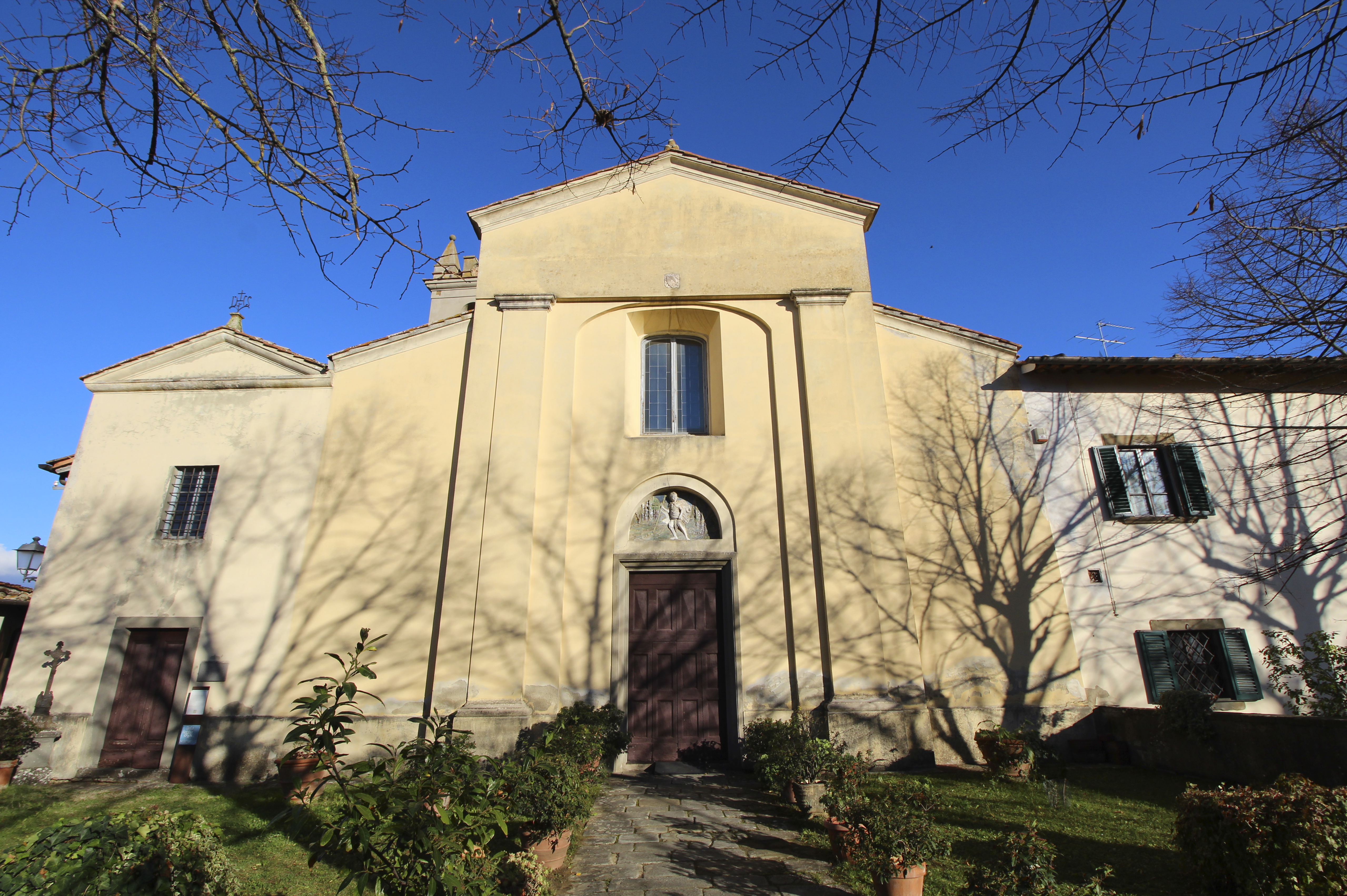
Pieve di San Giovanni Battista im Ortskern

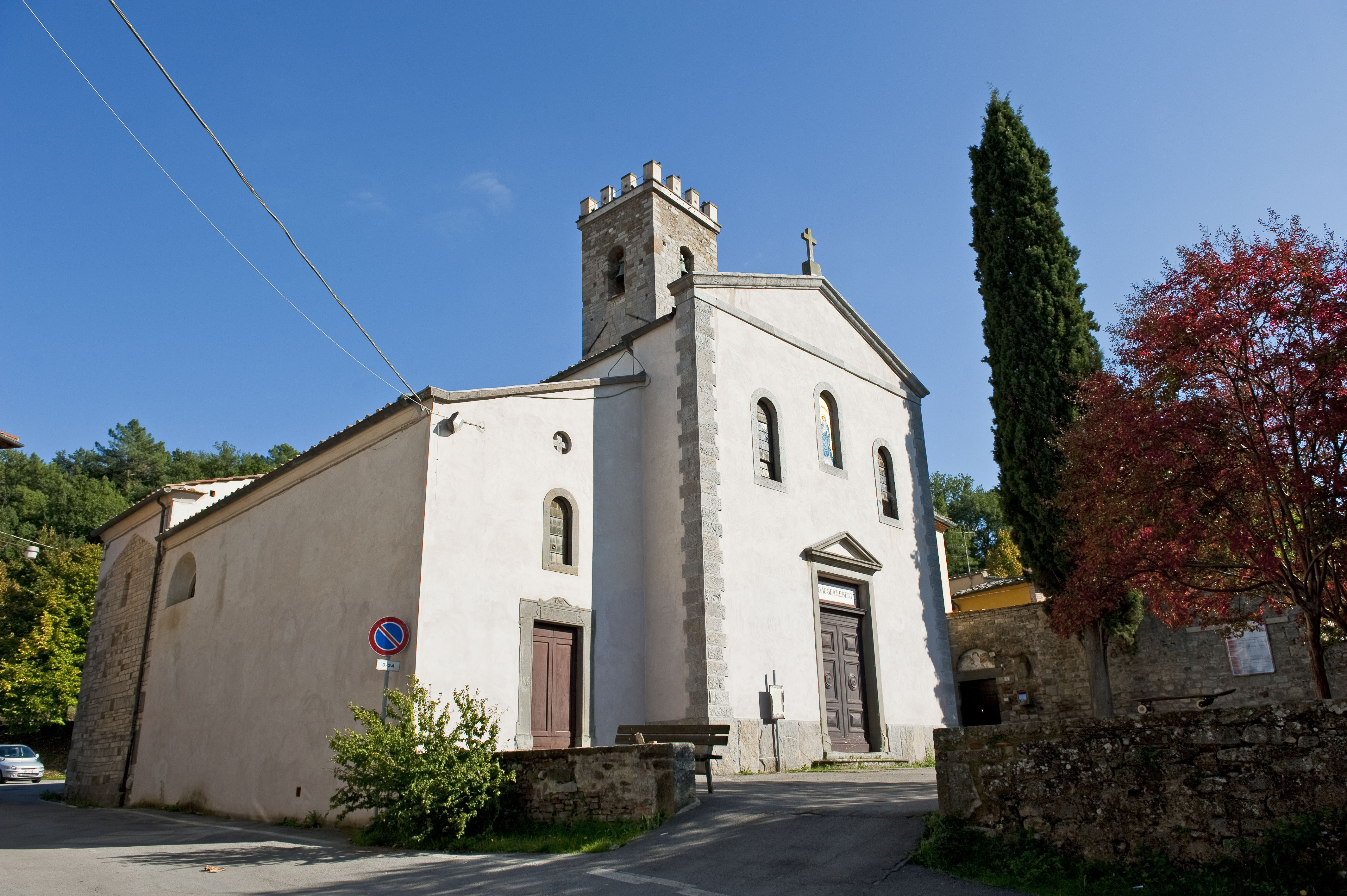
Chiesa di Santa Maria, unterer Ortskern

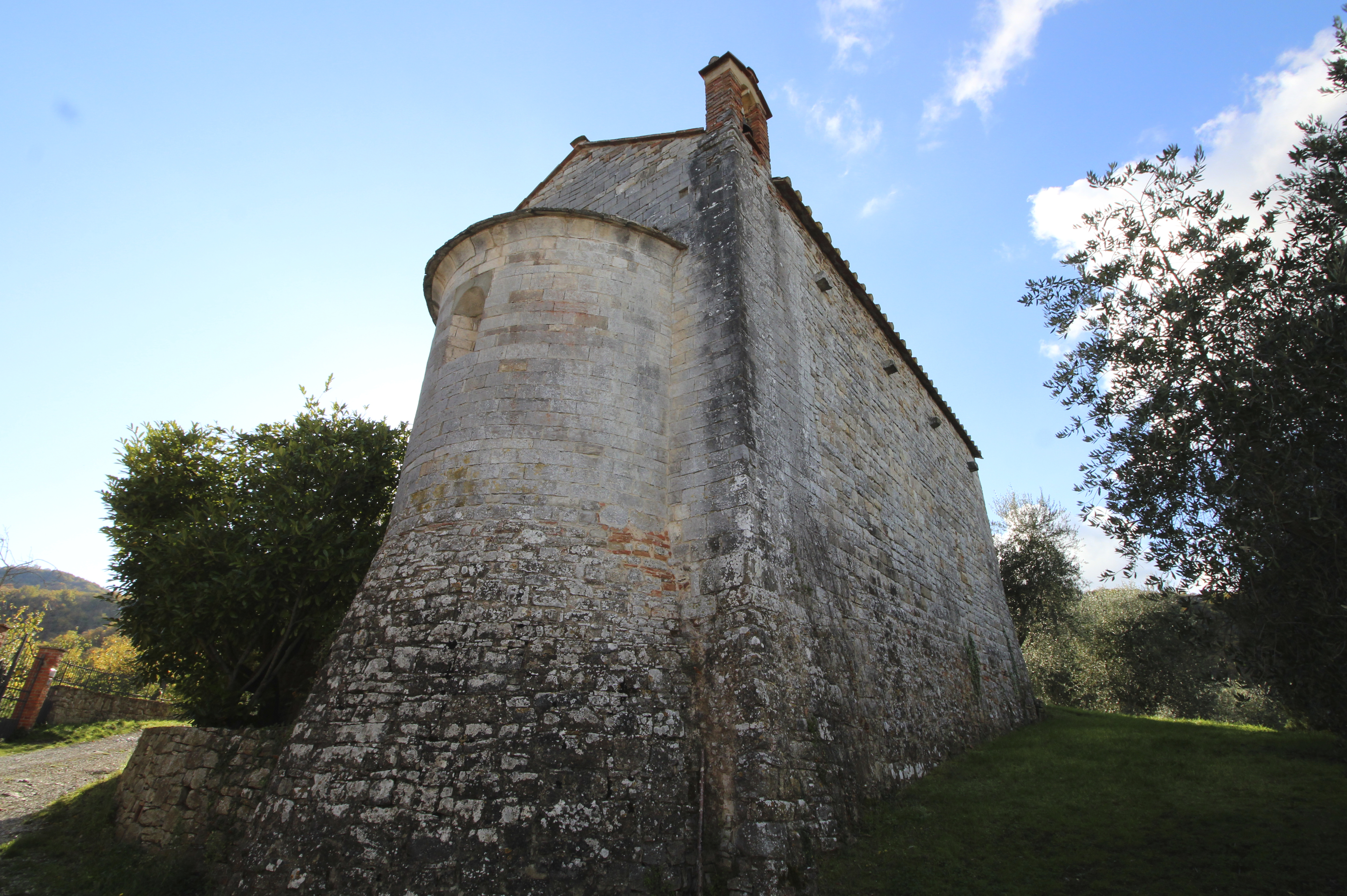
Chiesa di San Lorenzo a Casignano, Apsis

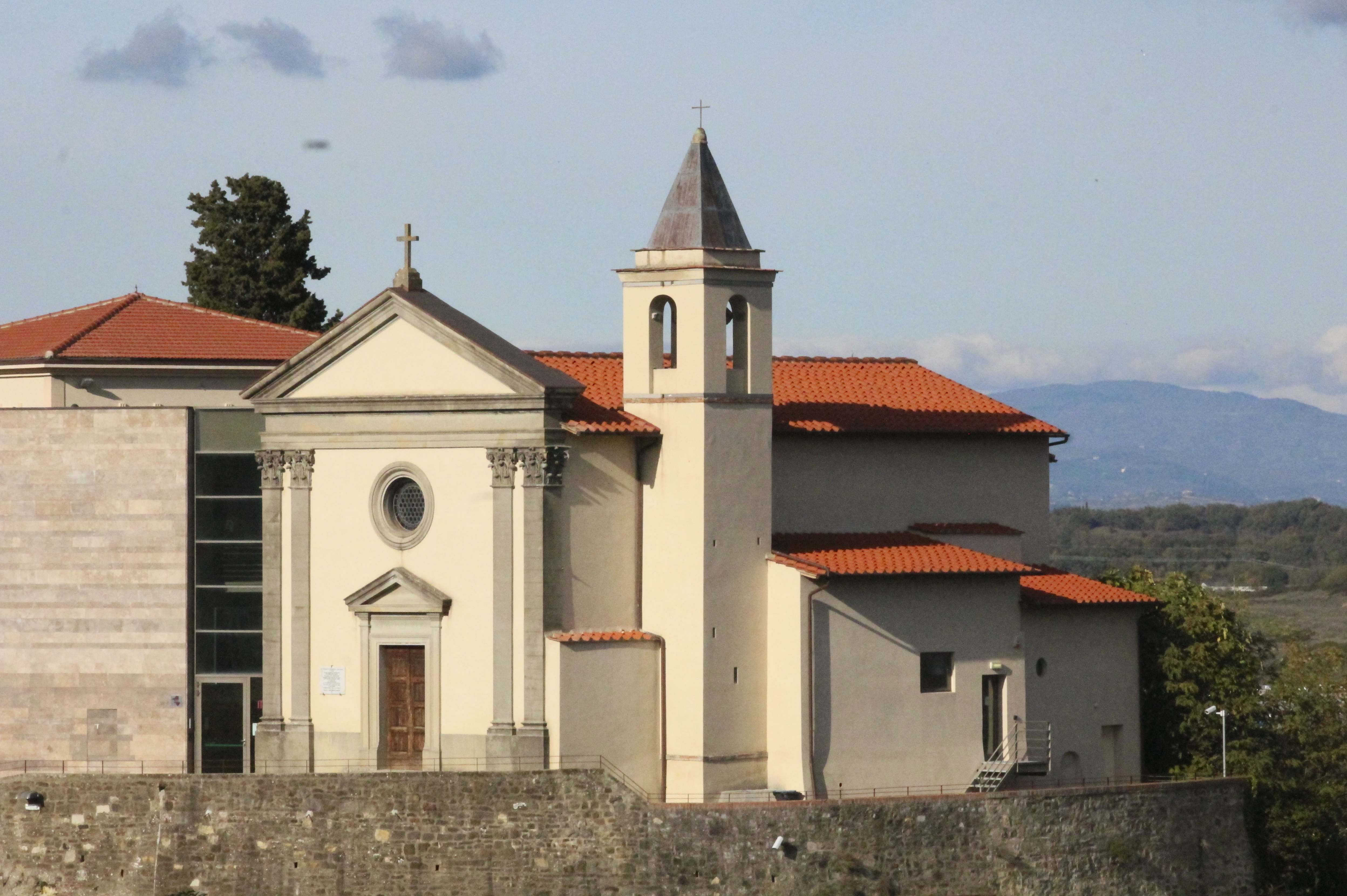
Chiesa di San Donato, Borgo Vecchio di Castelnuovo dei Sabbioni

- Pieve di San Giovanni Battista, Pieve im Ortskern, die bereits im 11. Jahrhundert erwähnt und im 18. Jahrhundert stark verändert wurde. Das Werk San Giovannino nel deserto (ca. 1500) wird Benedetto Buglioni zugeordnet.[6]
  - Museo della Pieve, Teil der Pieve San Giovanni Battista (Cappella della compagnia del Nome di Gesù). Enthält das Gemälde Circoncisione di Gesù, dem Benedetto Veli (1564–1639) zugeschrieben, sowie weitere Werke von Benedetto Buglioni.[7]
- Chiesa di Santa Maria, Kirche im Ortskern und ehemaliges Frauenkloster der Vallombrosaner, das 1066 von Gisla Ricasoli gegründet wurde. Die Kirche wurde im 19. Jahrhundert wesentlich verändert, nur der Glockenturm verblieb unberührt. Enthält aus dem späten 16. Jahrhundert das Tafelgemälde Madonna con il Bambino tra i Santi Michele, Berta, Giovanni Gualberto e Sebastiano eines Malers der fiorentinischen Schule sowie in der Kapelle das Fresko Episodi della sua vita von Giovanni Bassan (Anfang 20. Jahrhundert).[6]
- San Lorenzo a Casignano, Kirche in Borgo Casignano.
- San Donato, ehemalige Kirche der Burg (Borgo Vecchio) in Castelnuovo dei Sabbioni.
- Monumento ai Caduti, Gefallenendenkmal von Venturino Venturi im Ortsteil Castelnuovo dei Sabbioni.
- Murales, Kunstwerk von Venturino Venturi im Ortsteil Castelnuovo dei Sabbioni.
- Museo della Miniere e del Territorio im Ortsteil Castelnuovo dei Sabbioni, Bergbaumuseum[8]
- San Pietro, Kirche in Massa dei Sabbioni, 1299 erwähnt.[9]
- Santa Cristina, Kirche in Meleto Valdarno.
- Cassero (auch Rocca oder Castello), ehemalige Burg im Ortsteil Montegonzi.[10]
- Chiesa di San Pietro, Kirche aus dem 13. Jahrhundert in Montegonzi.[10]
- Chiesa della Compagnia della Santissima Annunziata, Kirche in Montegonzi, die 1814 entstand.[10]
- San Cipriano in Avane, Kirche in San Cipriano Valdarno.
- Pieve di San Pancrazio, Pieve in San Pancrazio nahe dem Ortsteil Neri, die bereits im 11. Jahrhundert erwähnt wurde.[11]
- Chiesa di San Salvatore, Kirche in Vacchereccia, 1299 erwähnt.[12]

## Wirtschaft
- Centrale termoelettrica di Santa Barbara, Thermoelektrizitätswerk im Ortsteil Santa Barbara, das heute von der Enel betrieben wird und in den 1950er Jahren entstand.[13]
- Der Ortsteil Santa Barbara ist Namensgebend für das Mineral Santabarbarait.

## Verkehr
- Unweit des Gemeindegebietes verläuft die Autostrada A1/E 35 von Mailand nach Neapel. Nächstgelegene Anschlussstelle ist Valdarno nahe Montevarchi (etwa 10 km).
- Der nächstgelegene Bahnhof ist die Haltestelle Montevarchi-Terranuova an der Bahnstrecke Florenz-Rom (etwa 5 km).
- Bei Cavriglia gibt es einen kleinen Flugplatz (Aviosuperficie Valdarno) für die Allgemeine Luftfahrt.

## Gemeindepartnerschaften
- La Chapelle-Saint-Mesmin, Département Loiret, Frankreich[14].
- Mellieħa, Malta[15].